# NGC 5214
NGC 5214 est une galaxie spirale relativement éloignée et située dans la constellation des Chiens de chasse. Sa vitesse par rapport au fond diffus cosmologique est de 8 371 ± 14 km/s, ce qui correspond à une distance de Hubble de 123,5 ± 8,7 Mpc (∼403 millions d'al). NGC 5214 a été découverte par l'astronome germano-britannique William Herschel en 1787.
La classe de luminosité de NGC 5214 est III-IV et elle présente une large raie HI. C'est peut-être aussi une galaxie à noyau actif à large raies spectrales (BLAGN : « broad-line active galactic nucleus »). 

## Supernova
La supernova SN 2014bb a été découverte dans NGC 5214 le 9 mai par les astronomes italiens F. Ciabattari, E. Mazzoni et M. Rossi du groupe « Italian Supernovae Search Project ». Cette supernova était de type Ia.